# Вест Картиџ (Њујорк)
Вест Картиџ (енгл. West Carthage) град је у америчкој савезној држави Њујорк.

## Демографија
По попису из 2010. године број становника је 2.012, што је 90 (-4,3%) становника мање него 2000. године.
| Група             | 2000.         | 2010.         |
| Белци             | 1.831 (87,1%) | 1.771 (88,0%) |
| Афроамериканци    | 87 (4,1%)     | 85 (4,2%)     |
| Азијати           | 38 (1,8%)     | 31 (1,5%)     |
| Хиспаноамериканци | 113 (5,4%)    | 82 (4,1%)     |
| Укупно            | 2.102         | 2.012         |